# Недештія-де-Жос
Недештія-де-Жос (рум. Nădăștia de Jos) — село у повіті Хунедоара в Румунії. Адміністративно підпорядковане місту Келан.
Село розташоване на відстані 284 км на північний захід від Бухареста, 17 км на південь від Деви, 127 км на південний захід від Клуж-Напоки, 134 км на схід від Тімішоари.

## Населення
За даними перепису населення 2002 року у селі проживали 285 осіб, усі — румуни. Усі жителі села рідною мовою назвали румунську.